# Ayron

Ayron este o comună în departamentul Vienne, Franța. În 2009 avea o populație de 1,109 de locuitori.